# Вернёй-д’Авр-э-д’Итон
Вернёй-д’Авр-э-д’Итон (фр. Verneuil d'Avre et d'Iton) — новая коммуна на севере Франции, регион Нормандия, департамент Эр, центр кантона Вернёй-д’Авр-э-д’Итон. Расположена в 20 км к югу от Эврё, в 7 км от автомагистрали N154. В центре коммуны находится железнодорожная станция Вернёй-сюр-Авр линии Сен-Сир-Сюрдон.
Население (2018) — 7 854 человека.

## История
Коммуна образована 1 января 2017 года путем слияния коммун:
- Вернёй-сюр-Авр
- Франшвиль

Центром коммуны является Вернёй-сюр-Авр. От этого же города к новой коммуне перешли почтовый индекс, код INSEE и статус административного центра кантона Вернёй-сюр-Авр. На картах в качестве координат Вернёй-д’Авр-э-д’Итон указываются координаты Вернёй-сюр-Авра. Ассоциированные коммуны остались в разных кантонах и округах: Вернёй-сюр-Авр относится к округу Эврё и кантону Вернёй-д’Авр-э-д’Итон, Франшвиль ― к округу Берне и кантону Бретёй.

## Достопримечательности
- Церковь Мадлен XII века с 56-метровой башней XV века в стиле пламенеющей готики ― главным символом города. В церкви находится большой орган
- Церковь Нотр-Дам XII века
- Башня Гриз XIII века, построенная по приказу короля Филипп II Августа
- Аббатство Святого Николая XVII века
- Бывшая церковь Сен-Жан XVI века
- Ипподром Франшвиль

## Экономика
Структура занятости населения:
- сельское хозяйство — 1,3 %
- промышленность — 18,3 %
- строительство — 2,7 %
- торговля, транспорт и сфера услуг — 42,6 %
- государственные и муниципальные службы — 35,1 %

Уровень безработицы (2017) — 16,9 % (Франция в целом — 13,4 %, департамент Эр — 13,4 %). 

Среднегодовой доход на 1 человека, евро (2018) — 18 920 (Франция в целом — 21 730, департамент Эр — 21 700).

## Администрация
Первым мэром Вернёй-д’Авр-э-д’Итон с 1 января 2017 года избран социалист Ив-Мари Ривмаль (Yves-Marie Rivemale), до этого бывший мэром Вернёй-сюр-Авра. На муниципальных выборах 2020 года возглавляемый им независимый список победил в 1-м туре, получив 75,25 % голосов.
| Период | Период | Фамилия         | Партия                  | Примечания      |
| ------ | ------ | --------------- | ----------------------- | --------------- |
| 2017   |        | Ив-Мари Ривмаль | Социалистическая партия | доктор биологии |